# Ветрен (острво)
Островуљ Циоцанести (румунски) или остров Ветрен (бугарски) је острво на Дунаву четири миље јужно од општине Чоканешти, округ Калараши, Румунија. Предмет је територијалног спора између Бугарске и Румуније.